# Pier Paolo Cattozzi
Piero Paolo Cattozzi (Castelnovo ne' Monti, 29 giugno 1939) è un giornalista italiano.

## Carriera
Fa il suo esordio su Telebiella, prima TV privata via cavo; poi passa a Telereggio nel 1976 (prima emittente libera via etere), della quale risulta essere tra i fondatori, tanto da farne riconoscere dalla Corte Costituzionale il diritto di trasmissione sul territorio. In seguito collabora alla Gazzetta di Reggio; come giornalista professionista scrive su vari periodici Arnoldo Mondadori Editore e RCS fino a divenire "inviato speciale" del Guerin Sportivo sotto le direzioni di Gianni Brera e Alberto Rognoni. Lasciata la direzione di Telereggio, fonda e dirige Retemilia '81, prima emittente dell'Emilia-Romagna di ispirazione cattolica.
Nel 1987 è assunto in RAI e, dal 1988, Cattozzi entra a far parte del "cast" della trasmissione 90º minuto, condotta prima da Paolo Valenti, poi da Fabrizio Maffei e infine Gian Piero Galeazzi fino al 1995. Dopo quattro anni d'assenza ritorna a 90º minuto domenica 10 ottobre 1999. Dal 2001 ha preso parte alla trasmissione Quelli che... il calcio, condotta da Fabio Fazio, più spesso in diretta dallo stadio Tardini di Parma e dal San Paolo di Napoli, ma anche da altre sedi. Nel 2003 rientra a Quelli che... il calcio condotto stavolta da Simona Ventura. Nel 2007 passa a Diretta Stadio su 7 Gold.
Sempre nel 2007 conduce su Rete8Vga Emilia-Romagna, rete minore del network 7 Gold, il talk show Bologna Ascolta e Risponde in diretta ogni sera dalle 23.30 all'una e in contemporanea su Punto Radio (la radio fondata da Vasco Rossi negli anni Settanta). Nel 2008 è apparso nel film Il papà di Giovanna di Pupi Avati. Nello stesso anno conduce un programma televisivo su Odeon TV. Nel 2009 conduce 90 minuti con Cattozzi, in onda in Emilia-Romagna su Punto Radio, Punto Radio TV - digitale terrestre - e web.